# Trust Company (formație)
Trust Company, TRUSTcompany sau TRUST*CO este o formație americană de metal alternativ/post-grunge. Membrii formației sunt:
- Kevin Palmer
- James Fukai
- Jason Singleton
- Wes Cobb

## Discografie
- The Lonely Position of Neutral (2002)
- True Parallels (2005)
- Dreaming in Black and White (2011)